# Eremothyris primoti
Eremothyris primoti is een vlinder uit de familie stippelmotten (Yponomeutidae). De wetenschappelijke naam van deze soort is voor het eerst geldig gepubliceerd in 1993 door Gibeaux.
De soort komt voor in het Afrotropisch gebied.